# Protectoraat Aden

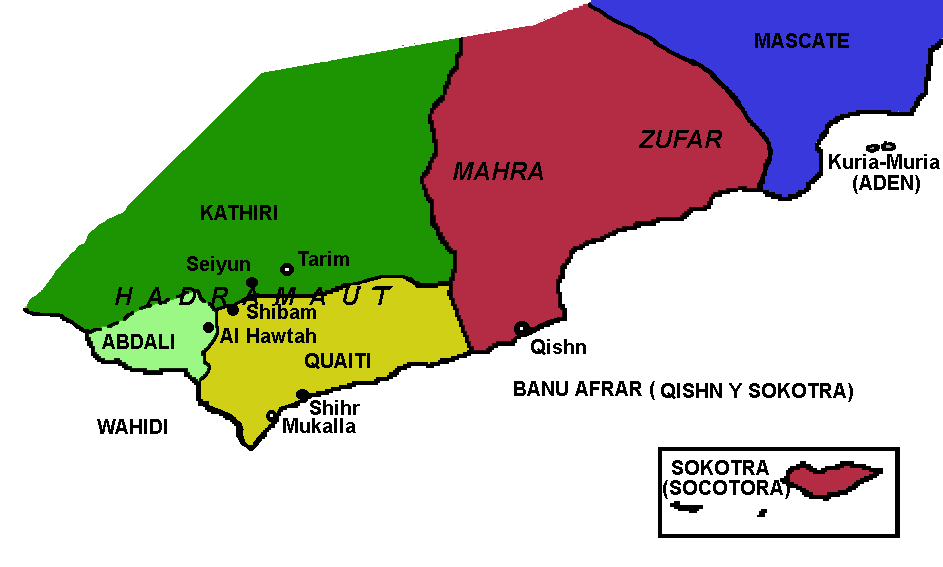
Kaart van het oostelijke protectoraat Aden

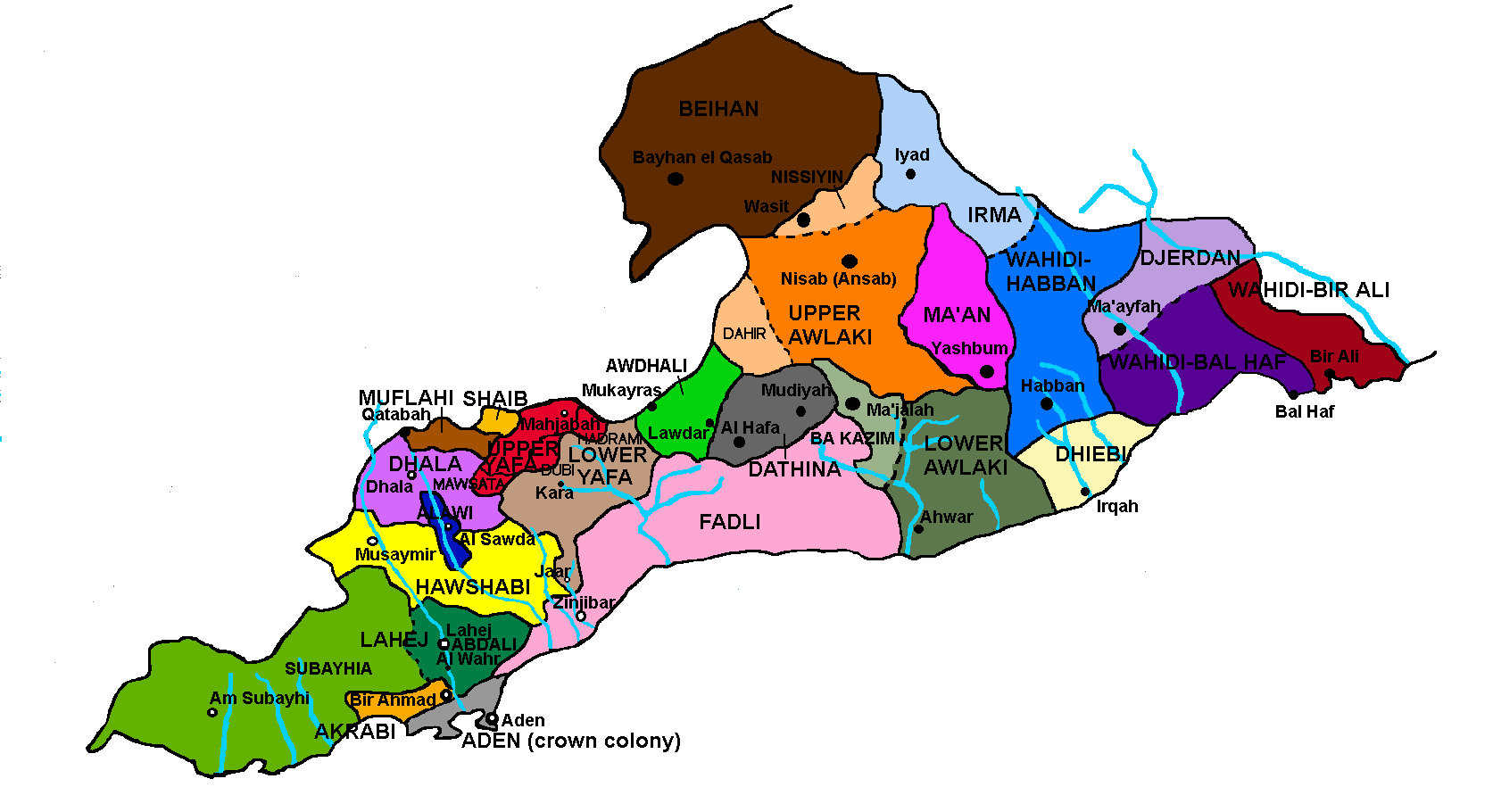
Kaart van het westelijk protectoraat Aden

Het protectoraat Aden (Engels: Aden Protectorate, Arabisch: محمية عدن , Maḥmiyyat ʿAdan) was een protectoraat van het Britse Rijk in het zuidelijk deel van het Arabisch Schiereiland dat tegenwoordig deel uitmaakt van de republiek Jemen. Het protectoraat besloeg het achterland van de Britse Nederzetting Aden (van 1932-1937 Provincie Aden en vanaf 1937 de kolonie Aden). 

## Geschiedenis
Wat later bekend zou worden als het protectoraat Aden begon met een aantal informele protectieverdragen die in 1873 werden gesloten tussen de Britse kolonie Aden en negen staten in het binnenland, te weten: het sultanaat Lahej, het sjeikdom Alawi, het emiraat Dhala, het sjeikdom Aqrabi, het sultanaat Fadhli, het sultanaat Haushabi, het sultanaat Subeihi en het sultanaat Neder-Yafa. 
In 1886 werd het eerste formele verdrag gesloten tussen de Britten en het sultanaat Mahra, hetgeen een begin markeerde van de vorming van het protectoraat Aden. Daarop zouden nog 30 verdragen met andere staten in het gebied volgen, waarvan het laatste in 1954 werd gesloten. In de verdragen kwamen de staten met de Britten overeen dat ze geen gebied af zouden staan aan een andere buitenlandse mogendheid in ruil voor Britse protectie. Het bestuur over het protectoraat Aden lag aanvankelijk bij Brits-Indië, maar in 1917 werden de taken overgeheveld naar de Foreign and Commonwealth Office van de Britse overheid en in 1937 werd het protectoraat voor administratieve doeleinden onderverdeeld in een westelijk en een oostelijk protectoraat.
Het oostelijk protectoraat bestond uit de volgende staten:
- Kathiri
- het sultanaat Mahra
- Qu'aiti
- het sultanaat Wahidi Balhaf
- het sultanaat Wahidi Bir Ali
- het sultanaat Wahidi Haban

Het westelijk protectoraat bestond uit:
- het sjeikdom Alawi
- het sjeikdom Aqrabi
- het sultanaat Audhali
- het emiraat Beihan
- het sjeikdom Dathina
- het emiraat Dhala
- het sultanaat Fadhli
- het sultanaat Haushabi
- het sultanaat Lahej
- het sultanaat Neder-Aulaqi
- het sultanaat Neder-Yafa
- het sjeikdom Qutaibi
- het sjeikdom Shaib
- het sultanaat Opper-Yafa
  - het sjeikdom Busi
  - het sjeikdom Dhubi
  - het sjeikdom Hadrami
  - het sjeikdom Maflahi
  - het sjeikdom Mausatta
- het sjeikdom Opper-Aulaqi
- het sultanaat Opper-Aulaqi

In 1959 vormden vijf van deze staten de Federatie van Zuid-Arabische Emiraten, waartoe negen andere staten later nog zouden toetreden. Hieruit kwam in 1962 de Zuid-Arabische Federatie voort, waartoe in 1963 ook de kolonie Aden toetrad. De staten die niet tot deze federatie toe traden werden in 1963 ondergebracht in het protectoraat Zuid-Arabië. In 1967 zouden de Zuid-Arabische Federatie en het Protectoraat Zuid-Arabië alsnog samengevoegd worden in de onafhankelijke Democratische Volksrepubliek Jemen.